# Zephyr Cove-Round Hill Village
Zephyr Cove-Round Hill Village é uma  antiga região censo-designada localizada no estado americano de Nevada, no Condado de Douglas.

## Demografia
Segundo o censo americano de 2000, a sua população era de 1649 habitantes.

## Geografia
De acordo com o United States Census Bureau tem uma área de
21,2 km², dos quais 20,5 km² cobertos por terra e 0,7 km² cobertos por água.

## Localidades na vizinhança
O diagrama seguinte representa as localidades num raio de 20 km ao redor de Zephyr Cove-Round Hill Village.